# 마쓰무라 료
마쓰무라 료(일본어: 松村 亮, 1994년 6월 15일 ~ )는 일본의 축구 선수이다. 현재 인도네시아 리가 1의 페르시자 자카르타에서 뛰고 있다.

## 구단 경력
그는 2012년부터 2018년까지 J리그의 비셀 고베, 도치기 SC, 도쿠시마 보르티스, AC 나가노 파르세이루에서 활동하였다.